# 乐视体育
乐视体育，是乐视集团旗下的一个体育公司，首席执行官是雷振剑。2012年8月，乐视体育频道上线，2014年3月，樂視體育從樂視網獨立，同時乐视体育文化产业发展有限公司成立。
2016年12月，乐视体育裁员20%。2017年，乐视体育失去亚足联、中超和欧冠等比赛的直播版权。此後該公司接連陷入債務風波。2019年5月20日，企業經營執照被吊銷，同年9月30日又被深圳市中级人民法院限制消费。

## 其他
- 乐视网
- 乐视集团